# Collecchio
Collecchio je italská obec v provincii Parma v oblasti Emilia-Romagna.
V roce 2012 zde žilo 14 110 obyvatel.

## Sousední obce
Fornovo di Taro, Medesano, Noceto, Parma, Sala Baganza

## Vývoj počtu obyvatel
Zdroj: 